# Альбрехт-Лоретан, Бригитте
Бригитте Альбрехт-Лоретан (нем. Brigitte Albrecht Loretan, род. 6 октября 1970 года в Лаксе, Вале, Швейцария) — швейцарская лыжница, призёрка Олимпийских игр. Универсал, с одинаковым успехом выступала и в спринте и в дистанционных гонках.
В Кубке мира Альбрехт-Лоретан дебютировала в 1991 году, тогда же впервые попала в десятку лучших на этапе Кубка мира. Всего имеет 14 попаданий в десятку лучших на этапах Кубка мира, все в личных соревнованиях. Лучшим достижением Альбрехт-Лоретан в общем итоговом зачёте Кубка мира является 12-е место в сезоне 1996/97.
На Олимпиаде-1992 в Альбервиле, стартовала в четырёх гонках: эстафета — 9-е место, гонка преследования — 37-е место, 5 км классикой — 20-е место и 30 км коньком — 17-е место.
На Олимпиаде-1994 в Лиллехаммере, была 38-й в гонке на 15 км коньком, 37-й в гонке на 30 км классикой и 5-й в эстафете.
На Олимпиаде-1998 в Нагано, показала следующие результаты: эстафета — 4-е место, гонка преследования — 10-е место, 5 км классикой — 10-е место, 30 км коньком — 7-е место.
На Олимпиаде-2002 в Солт-Лейк-Сити завоевала бронзу в эстафете, кроме того показала следующие результаты: гонка преследования — 29-е место, масс-старт на 15 км — 31-е место.
За свою карьеру принимала участие в пяти чемпионатах мира, лучший результат — 11-е место в гонке на 15 км коньком на чемпионате-1999 в Рамзау.
Использовала лыжи производства фирмы Rossignol.